# تنسفلد
تنسفلد (به آلمانی: Tensfeld) یک شهر در آلمان است که در زگه‌برگ واقع شده‌است. تنسفلد ۷۲۲ نفر جمعیت دارد.